# Protaetia collfsi
Protaetia collfsi är en skalbaggsart som beskrevs av Lansberge 1880. Protaetia collfsi ingår i släktet Protaetia och familjen Cetoniidae. Utöver nominatformen finns också underarten P. c. adonarana.